# Asaph Hall
Asaph Hall (n. 15 octombrie 1829, Goshen⁠(d), Connecticut, SUA – d. 22 noiembrie 1907, Annapolis, Maryland, SUA) a fost un astronom american. Este cunoscut prin descoperirea celor doi sateliți naturali ai planetei Marte, Deimos și Phobos, în 1877. A determinat orbitele unor sateliți naturali și ale unor planete, și masa planetei Marte. 

## Biografie
Cu o slabă instrucție academică, rămânând orfan de tată la 13 ani, a fost forțat de împrejurări să fie ucenic tâmplar (la 17 ani), pentru a-și ajuta mama, însă setea lui de cunoaștere și de a studia cerul l-au făcut să se pregătească singur. La puțin timp după aceea, a studiat la Central College la McGrawville, New York.
În 1857 începe să lucreze ca ajutor al astronomului William Cranch Bond în Observatorul Harvard (Harvard College Observatory), cu un salariu de 12 dolari pe lună. Aici s-a dovedit că era expert în calcularea orbitelor.
În 1856 s-a căsătorit cu Angeline Stickney (1830-1892), care mereu l-a sprijinit în munca lui.
După ce a efectuat multe observații, a învățat tehnici astronomice și a acumulat noi cunoștințe, în 1863 a fost numit director al Observatorului Naval din Washington (USNO), unde a descoperit cei doi sateliți ai lui Marte, în 1877, Deimos și Phobos, cu marele telescop refractor de 66 cm care se găsea în institut. Înainte mai descoperise perioada de rotație a planetei Saturn. În 1895 a ocupat postul de profesor de astronomie la Universitatea Harvard.
A avut patru copii: Asaph Hall, Jr. (1859–1930) a devenit astronom, Samuel Stickney Hall (1864–1936) a lucrat pentru Compania de Asigurări Reciproce de Viață, Angelo Hall (1868–1922) profesor de matematică la Academia Navală din SUA, și Percival Hall (1872–1953) a devenit președinte al Universității Gallaudet. Doar primul fiu (Asaph Hall Jr.) a continuat tradiția familiei și formându-se ca astronom; a efectuat numeroase studii astronomice și a publicat o mare cantitate de articole și studii.
Angeline Hall a decedat în 1892. Asaph Hall s-a pensionat și s-a retras la Goshen, Connecticut în 1901, iar apoi s-a căsătorit cu Mary Gauthier.
Hall a decedat la 22 noiembrie 1907, în timp ce-l vizita pe fiul său Angelo, la Annapolis, Maryland.

## Descoperiri
La Observatorul Naval din Washington, în 1875 Hall a primit responsabilitatea unui telescop de 66 de centimetri, care era cea mai mare lunetă astronomică din lume, în acea epocă, proiectat de opticianul american Alvan Clark. Observând o pată albă pe suprafața lui Saturn, a utilizat-o pentru a determina perioada de rotație a acelei planete.
Este cunoscut mai ales pentru că a descoperit, în august 1877, cei doi sateliți naturali ai planetei Marte, care au primit numele de Phobos și Deimos (Teroare și  Spaimă, în greacă). Pornind de la aceleași observații, Hell a determinat masa planetei Marte.
A determinat și orbitele mai multor sateliți naturali, arătând, mai cu seamă, în 1884, deplasarea retrogradă a axei majore a orbitei eliptice.
A studiat și paralaxa și poziția stelelor din roiul Pleiadele.

## Recompense
- Premiul Lalande, în 1878.

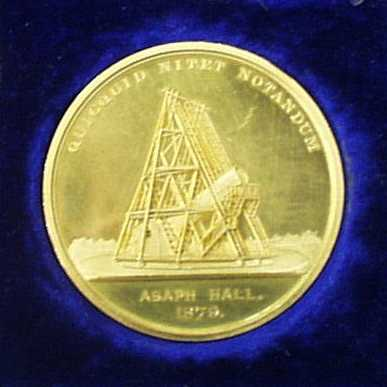
Medalia de Aur a Royal Astronomical Society primită de
Asaph Hall, în 1879;
în exergă sunt gravate numele laureatului și anul decernării.

- Medalia de Aur a Royal Astronomical Society, în 1879.
- Medalia Arago, în 1893,
- Cavaler al Ordre national de la Légion d'honneur (în română: „Ordinul Național Legiunea de onoare”), în 1896.[14]

## Omagieri
- Un crater de pe Lună îi poartă numele: craterul Hall.
- Unul din cele mai mari cratere de pe Phobos se numește Hall, în onoarea lui;[15] iar Stickney, numit în onoarea soției sale, este cel mai mare și profund crater de pe același satelit.
- Un asteroid îi poartă numele: 3299 Hall.
- 2023 Asaph este un alt asteroid care a primit numele său.